# Hemerobius niger
Hemerobius niger is een insect uit de familie van de bruine gaasvliegen (Hemerobiidae), die tot de orde netvleugeligen (Neuroptera) behoort. 
Hemerobius niger is voor het eerst wetenschappelijk beschreven door Uddman in 1790.